# IFA Berlin
IFA Berlin (njemački: Internationale Funkausstellung) međunarodni je sajam komunikacijske elektronike u Berlinu.
Izložba je prvenstveno posvećena razvoju radio i elektronske tehnologije. Održava se u Berlinu od 1924. do danas. Od 1924. do 1939. godine održavala se svake godine, da bi se nakon Drugog svjetskog rata od 1950. održavala u razmacima od dvije godine, a od 2005. je ponovno na godišnjoj bazi. Termin sajma je početkom rujna. 
Na izložbi 1931. fizičar Manfred von Ardenne predstavio je svoj sustav elektronske televizije. Godine 1933. tadašnja je nacistička vlada predstavila "narodni" radio-prijamnik Volksempfänger, prvi koji je bio dostupan širim slojevima stanovništva. Godine 1935. tvrtka AEG predstavila je magnetofon, a 1963. tvrtka Philips prvu kompaktnu audio-kazetu.

## Vanjske poveznice
- Službena stranica  Arhivirana inačica izvorne stranice od 4. listopada 2013. (Wayback Machine) (engl.)(njem.)
- Značajni trenuci u povijesti sajma od 1926. do 2005. (engl.)